# Абвиотура
Абвиотура — этно-кор группа из Ростова-на-Дону, основанная в 1995 году. С 2003 года участники группы живут и работают в Москве.[уточнить]
В 1998 году был записан альбом «Колесо», определивший дальнейшее направление развития группы. Идейная основа, прослеживающаяся в текстах, базируется на русском фольклоре. Музыкальная же стилистика группы прошла путь от гитарного рока с элементами фолка до этно-кора. Сегодня музыка группы Абвиотура — это сочетание живых гитар, электроники и семплов народных инструментов. Отличительной и яркой особенностью аранжировок является включение в композиции семплов фрагментов подлинных народных песен в аутентичном исполнении.
Группа любит большие концертные площадки, поэтому с удовольствием участвует в различных фестивалях.[уточнить]
"АБВИОТУРА – это этно-кор. Этно-кор - это гремучая смесь хард-кора и фолка. За рОковую составляющую отвечают четыре брутальных дядьки на сцене и один за пультом. Фольклором заведует обворожительная дива, которая и поёт прекрасно, и выглядит сногсшибательно." - официальный пресс релиз с группы в сети ВКонтакте.

## Дискография
- Колесо (1998)
- Улетали (1999)
- Кругама (2002)[1][2]
- Тебенебо (2009)[3]
- Под Азовом (2015)[4][5]
- СтрашноВесело (2019)[6]
- Четыре (сингл) (2020)
- ТриДуги (2023)

## Состав коллектива
- Павел Лапыгин — песни, голос, гитара, акустическая гитара, клавишные, окарина, автор
- Роман Коробейников — соло гитара, клавишные, музыка
- Андрей Шеремет — бас-гитара, клавишные, компьютеры
- Александр Яковлев — барабаны, перкуссия, соло партии
- Светлана Пылаева — народное пение
- Анна Утешева – народное пение (эпизодически участие)
- Алексей Яковлев — звук